# Jōsō, Ibaraki
Jōsō (常総市 Jōsō-shi) là một thành phố thuộc tỉnh Ibaraki, Nhật Bản.